# Lago Rangeley
El lago Rangeley es un lago de Estados Unidos, situado en el estado de Maine.

## Geografía
El lago se encuentra en el Condado de Franklin. Se alimenta de las aguas de varios arroyos. Sus aguas fluyen desde el extremo noroeste del lago, a través del río Rangeley, luego pasan al Lago Mooselookmeguntic , y, finalmente, en el río Androscogginy el río Kennebec que desemboca en el Golfo de Maine, en el Atlántico. El lago Rangeley es uno de los principales lagos de la cuenca del Androscoggin. Se encuentra a 463 metros sobre el nivel de mar y su extensión es de 26 km². La profundidad del lago es pequeña cerca de la orilla, aunque en su zona central tiene un promedio de unos 29 metros. La profundidad máxima es de 45 metros.
El pueblo de  Rangeley está situado en la orilla noreste del Lago Rangeley. La isla Maneskootuk se encuentra en la parte oriental del lago. En la parte occidental hay un pequeño grupo de islas llamadas South Bog Islands. En el lago Rangeley la pesca deportiva tiene mucha popularidad.
- Datos: Q7292727
- Multimedia: Rangeley Lake / Q7292727